# پنجاه و ششمین دوره جوایز هنری بکسانگ
پنجاه و ششمین دوره جوایز هنری بکسانگ (کره‌ای: 제۵۶회 백상예술대상) در تاریخ ۱ مه ۲۰۱۹ در مرکز نمایشگاه‌های بین‌المللی کره، ایلسانسئو گو، استان گیئونگی و در ساعت ۹:۰۰ کی‌اس‌تی، برای سومین سال متوالی به میزبانی شین دونگ یوپ، به سوزی و پارک بوگوم برگزار و به صورت زنده از جی‌تی‌بی‌سی پخش شد. این مراسم که توسط Ilgan Sports و جی‌تی‌بی‌سی پلاس برگزار شده‌است، تنها مراسم اهدای جوایز کره جنوبی است که از برترین‌های فیلم و تلویزیون قدردانی می‌کند.
مراسم در ابتدا برای اول ماه مه تنظیم شده بود، اما به دلیل بیماری دنیاگیری کووید-۱۹ در کره جنوبی به تأخیر افتاد. همچنین برای جلوگیری از شیوع بیماری، تماشاگران در محل دعوت نشدند.
نامزدها در ۸ مه سال ۲۰۲۰ اعلام شدند. انگل که بیشترین نامزدی را دریافت کرد، در تمام رده‌های مربوط به فیلم به جز بهترین کارگردان جدید که این فیلم واجد شرایط بود، نامزد شد. برای اولین بار، برنامه‌های نتفلیکس با فیلم زمانی برای شکار و سریال پادشاهی نامزد دریافت جوایز هنری بکسانگ شدند. بخش تئاتر نیز برای اولین بار پس از ۱۹ سال با اجرای بکسانگ زنده شد. بهترین بازیگر مرد و بهترین بازیگر زن به بهترین نمایش کوتاه موجود اضافه شد.
بالاترین افتخارات شب، جایزه بزرگ (دسانگ) در بخش فیلم به بونگ جون هو کارگردان فیلم انگل و در بخش سریال به درام وقتی کاملیا شکوفا می‌شود اهدا شد. کاندیدهای جایزه بزرگ – فیلم بونگ جون هو و انگل بودند. بونگ جون هو به دلیل نقش بزرگی که در موفقیت فیلم داشت، به سرعت به عنوان برنده انتخاب شد و انگل را با رأی موافق برنده بهترین فیلم کرد. نامزدهای دریافت جایزه بزرگ – تلویزیون وقتی کاملیا شکوفا می‌شود، آقای تروت و کیم هی ئه از دنیای متأهلی بودند. وقتی کاملیا شکوفا می‌شود در دور سوم آرا به عنوان برنده انتخاب شد. بهترین درام در ابتدا توسط وقتی کاملیا شکوفا می‌شود برنده شد، با این حال طبق قانون بکسانگ، به لیگ جذاب، سریالی که دارای دومین رای بیشتر است، رسید.

## برندگان و نامزدها

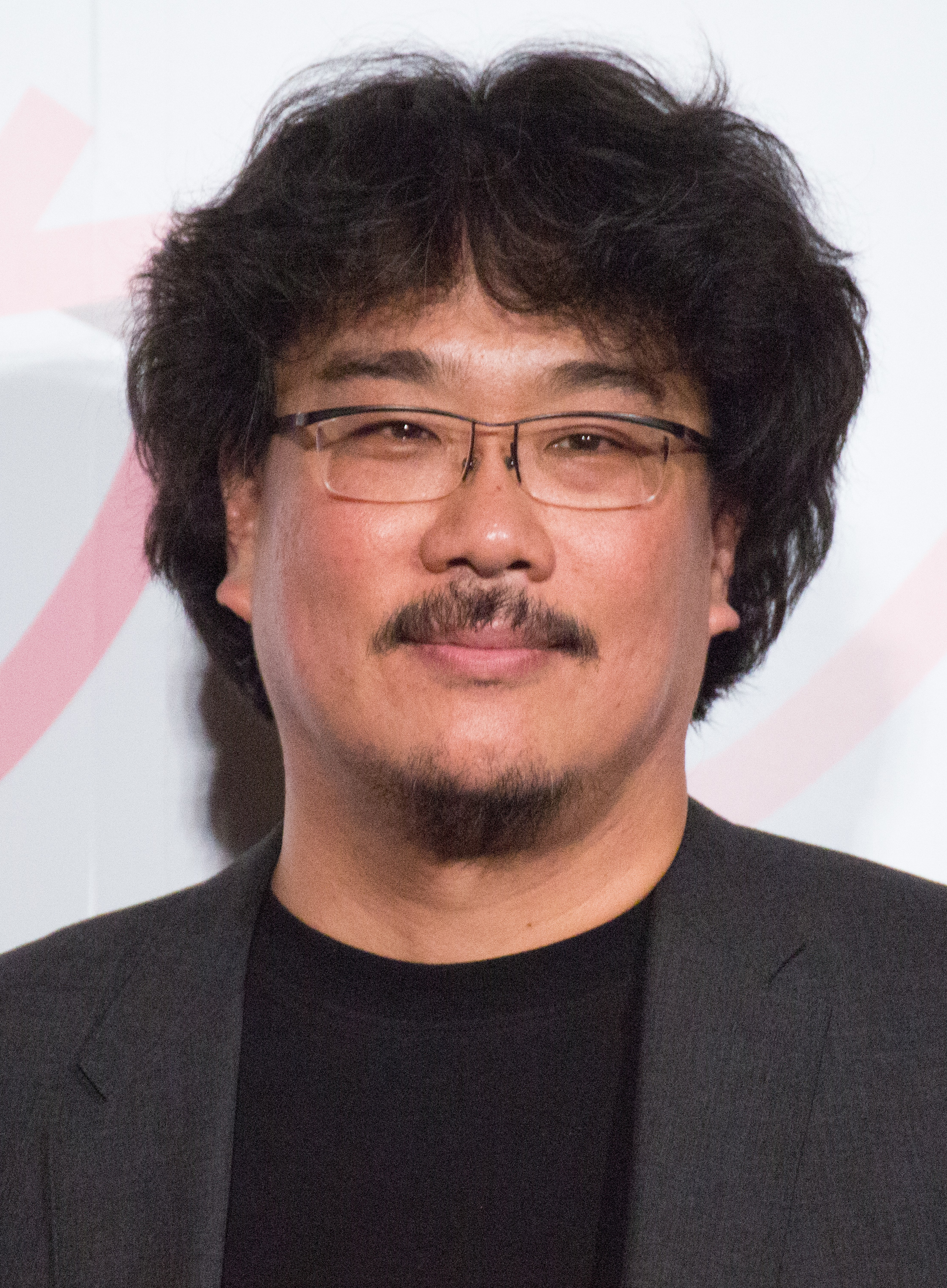
بونگ جون هو، جایزه بزرگ – فیلم برنده

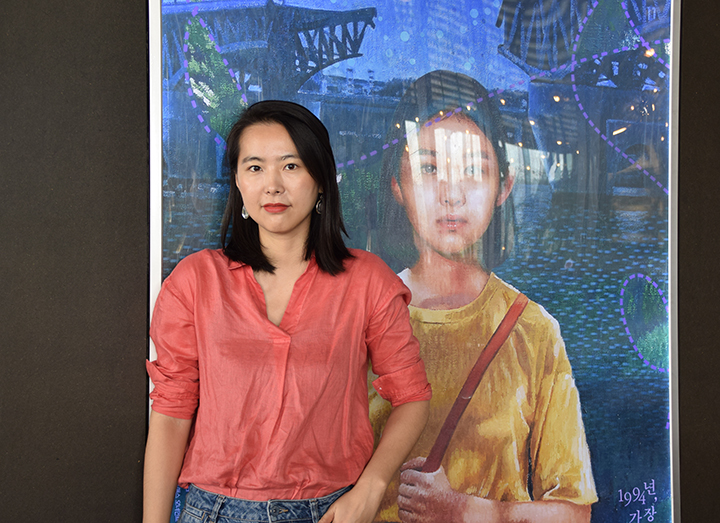
کیم بورا، بهترین کارگردان – فیلم برنده

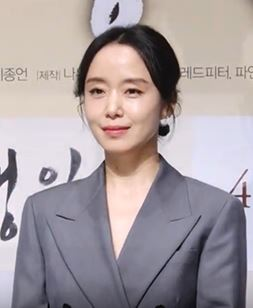
جیون دو یون، بهترین بازیگر نقش اول زن – فیلم برنده

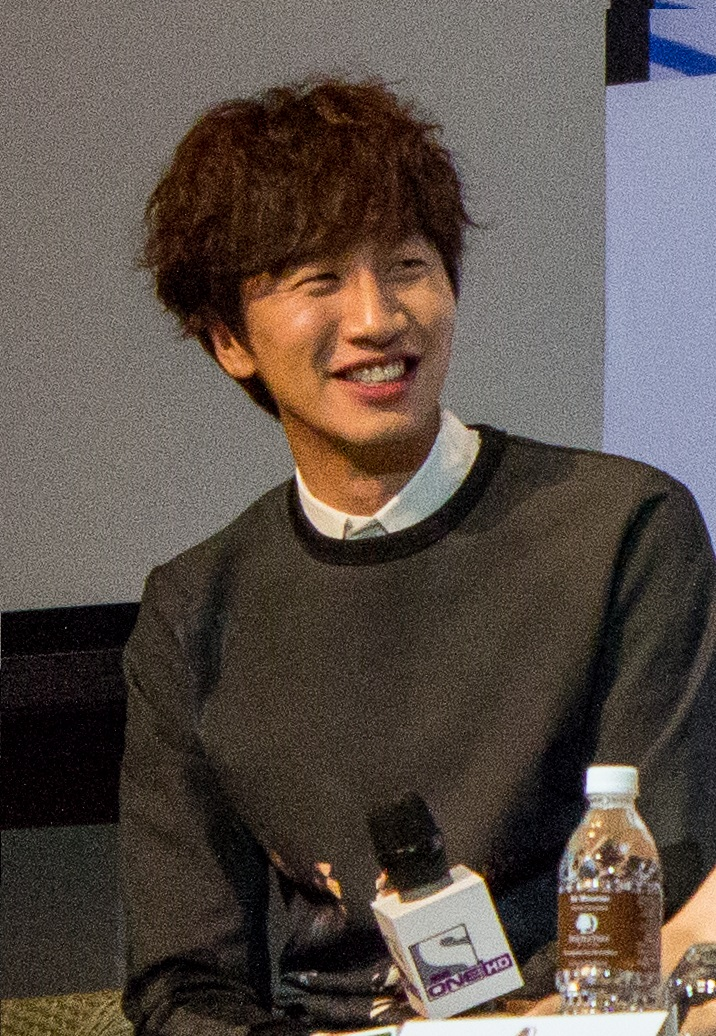
لی کانگ سو، بهترین بازیگر نقش فرعی مرد – فیلم برنده

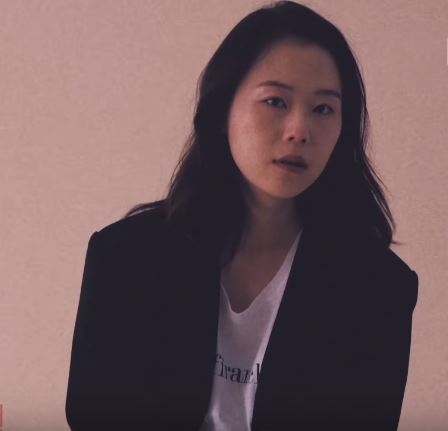
کیم سه بیوک، بهترین بازیگر نقش فرعی زن – فیلم برنده

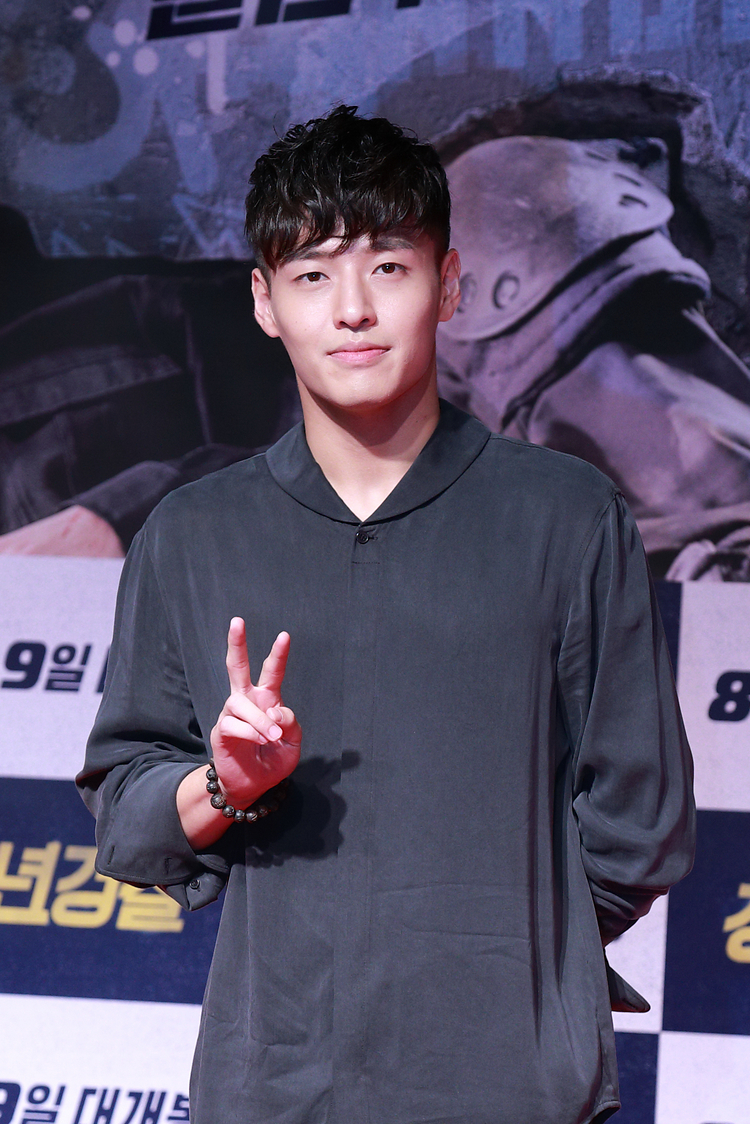
کانگ هانول، بهترین بازیگر نقش اول مرد – تلویزیون برنده

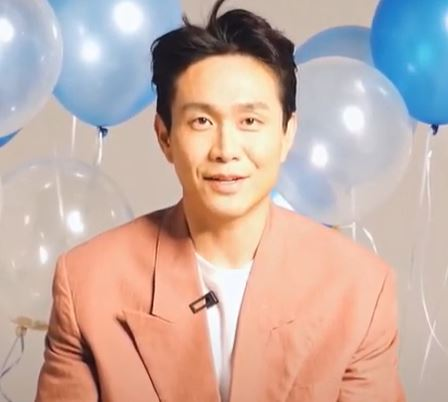
اوه جونگ سه، بهترین بازیگر نقش فرعی مرد – تلویزیون برنده

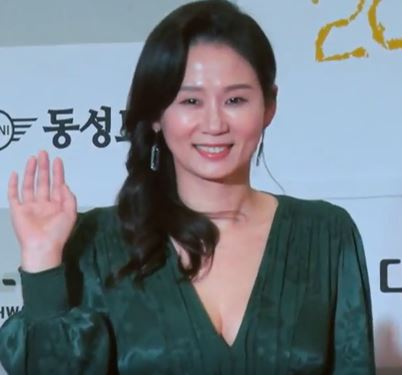
کیم سان یونگ، بهترین بازیگر نقش فرعی زن – تلویزیون برنده

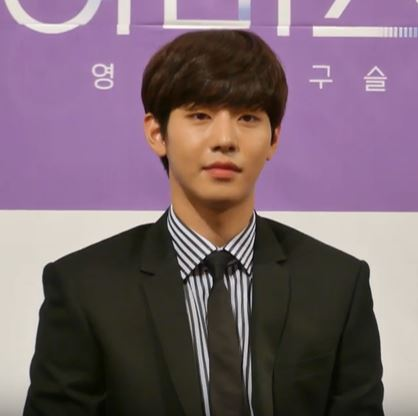
آن هیو سوپ، بهترین بازیگر تازه‌کار مرد – تلویزیون برنده

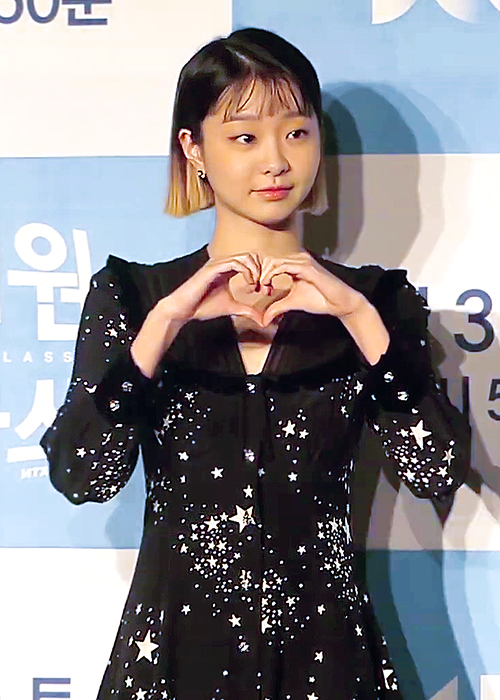
کیم دا می، بهترین بازیگر تازه‌کار زن – تلویزیون برنده

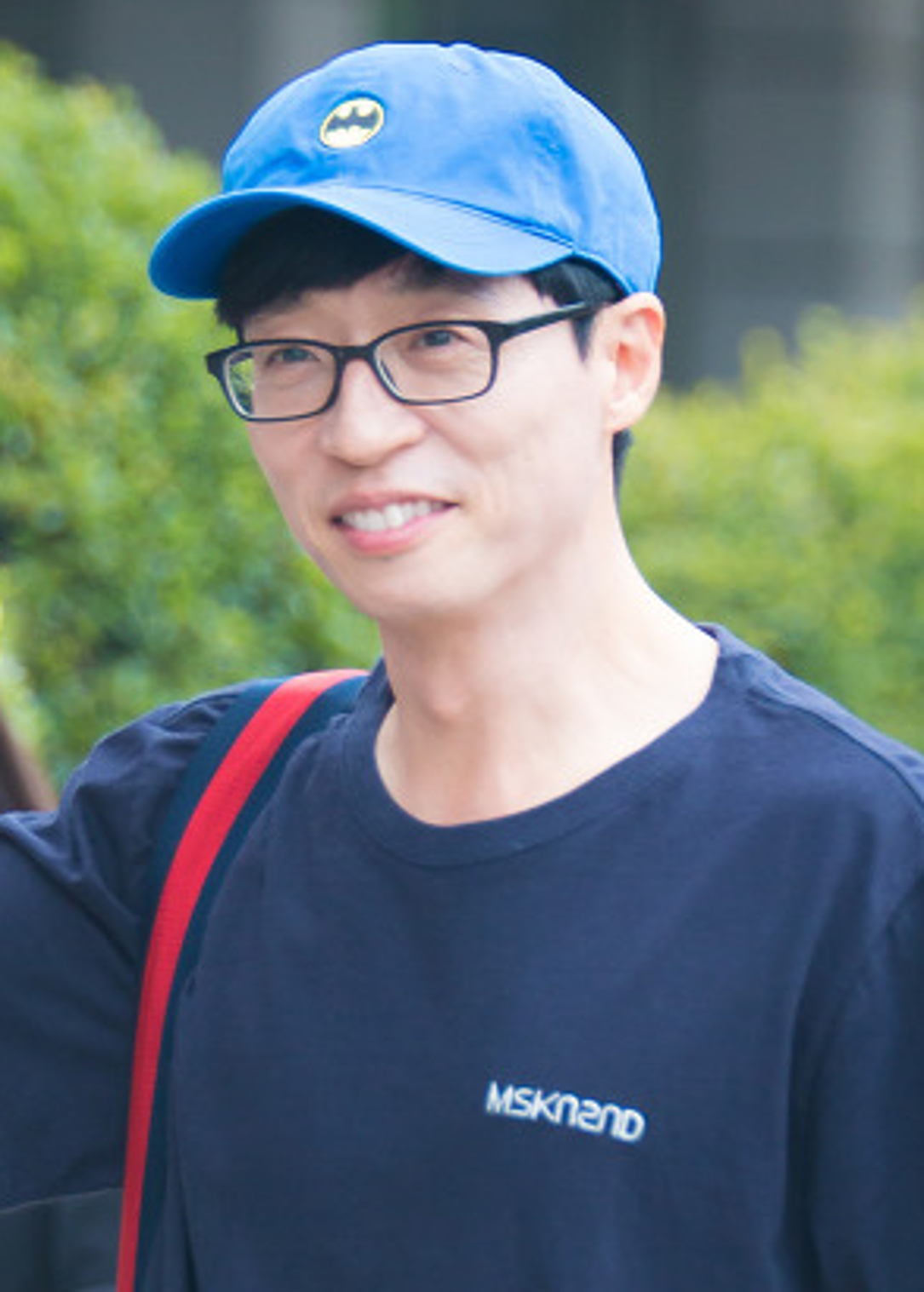
یو جه سوک، بهترین مجری ورتی مرد برنده

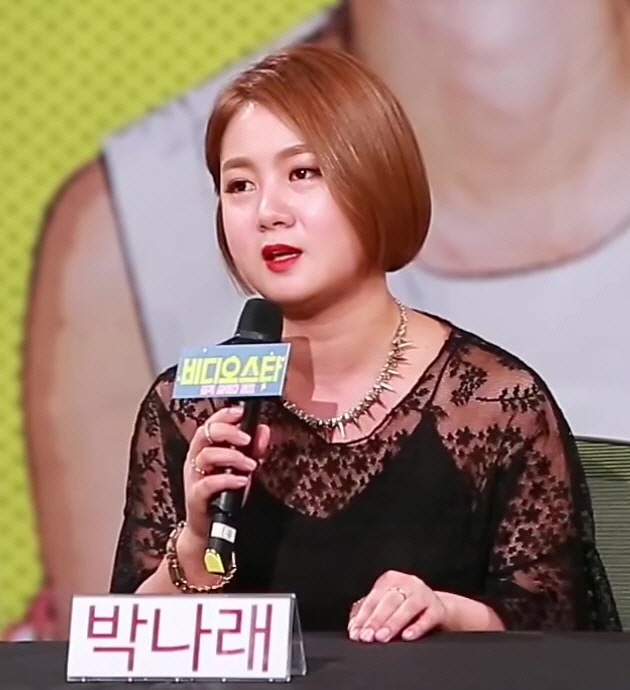
پارک نا رائه، بهترین مجری ورتی زن برنده

- برندگان ابتدا لیست شده و با حروف درشت برجسته می‌شوند.[۹]
  - نامزدها[۱۰]

### فیلم
| جایزه بزرگ | بهترین فیلم |
| - بونگ جون هو (کارگردان و همکار فیلمنامه‌نویس) – انگل - انگل | - انگل - مرد ایستاده در سایه - خانه مرغ مگس خوار - خروج - کیم جی یونگ: متولد ۱۹۸۲ |
| بهترین کارگردان | بهترین کارگردان تازه‌کار |
| - کیم بورا – خانه مرغ مگس خوار - بونگ جون هو – انگل - وو مین هو – مرد ایستاده در سایه - لی جونگ ایون – تولد - چونگ جی یونگ – پول سیاه | - کیم دو یونگ – کیم جی یونگ: متولد ۱۹۸۲ - کانگ سانگ وو – کیم گون - کیم بورا – خانه مرغ مگس خوار - کیم کیونگ هی – چان شیل خوش شانس - لی سانگ گیون – خروج                                                                                      |
| بهترین بازیگر نقش اول مرد | بهترین بازیگر نقش اول زن |
| - لی بیونگ هون – مرد ایستاده در سایه در نقش کیم گیو پیونگ - سونگ کانگ هو – انگل در نقش کیم کی تاک - لی جه هون – زمانی برای شکار در نقش جون سوک - جو جونگ سوک – خروج در نقش یونگ نام - هان سوک کیو – رؤیای ممنوعه در نقش سجونگ کبیر                             | - جیون دو یون – تولد در نقش سون نام - کیم هی ئه – زمستان مهتابی در نقش یونهی - کیم سوجین – کودک دیگر در نقش میهی - جونگ یو می – کیم جی یونگ: متولد ۱۹۸۲ در نقش کیم جی یونگ - چو یئو جئونگ – انگل در نقش مستر پارک                            |
| بهترین بازیگر نقش فرعی مرد | بهترین بازیگر نقش فرعی زن |
| - لی کانگ سو – برادران جدا نشدنی در نقش دونگ گو - کیم یونگ مین – چان شیل خوش شانس در نقش جانگ گوک یونگ - پارک میونگ هون – انگل در نقش گئون سا - وون هیون جون – حرکت الهی ۲: انتقام در نقش شمن جانگسونگ - لی هی جون – مرد ایستاده در سایه در نقش کواک سانگ چونگ | - کیم سه بیوک – خانه مرغ مگس خوار در نقش یونگ جی - کیم گوک هی – روی موج عشق تنظیمش کن در نقش یون جا - کیم می کیونگ – کیم جی یونگ: متولد ۱۹۸۲ در نقش می سوک - پارک سو دام – انگل در نقش کیم کی جونگ - لی جونگ اون – انگل در نقش گوک مون گوانگ |
| بهترین بازیگر تازه‌کار مرد | بهترین بازیگر تازه‌کار زن |
| - پارک میونگ هون – انگل در نقش گئون سا - پارک هه سو – زمانی برای شکار در نقش هان - پارک هیونگ شیک – عضو هشتم هیئت منصفه در نقش کوون نام وو - آن جی هو – پسر و خورشید سبز در نقش بو هی - جانگ هه این – روی موج عشق تنظیمش کن در نقش هیون وو                     | - کانگ مال گوم – چان شیل خوش شانس در نقش چان شیل - کیم سو هه – زمستان مهتابی در نقش سه بوم - کیم هه جون – کودک دیگر در نقش جو ری - پارک جی هو – خانه مرغ مگس خوار در نقش یونهی - جانگ هه جین – انگل در نقش چانگ سوک                          |
| بهترین فیلمنامه | جایزه فنی |
| - لی سانگ گیون – خروج - کیم بورا – خانه مرغ مگس خوار - بونگ جون هو، هان جین وون – انگل - وو مین هو، لی جی مین – مرد ایستاده در سایه - لیم دائه هیونگ – زمستان مهتابی                                                                                           | - کیم سو هی (آرایش و مو) – مرد ایستاده در سایه - لی‌ها جون (هنر) – انگل - هونگ کیونگ پیو (فیلمبرداری) – انگل - کیم یونگ هو (فیلمبرداری) – نبرد: غرش تا پیروزی - یون جین یول (هنرهای رزمی) — خروج                                              |

#### فیلم‌هایی با چندین برد
فیلم‌های زیر چندین جایزه دریافت کردند:
| برنده | فیلم‌ها              |
| ----- | ------------------- |
| ۳     | انگل                |
| ۲     | خانه مرغ مگس خوار   |
| ۲     | مرد ایستاده در سایه |

#### فیلم‌هایی با چندین نامزدی
فیلم‌های زیر چندین بار نامزدی دریافت جایزه شدند:
| نامزد | فیلم‌ها                  |
| ----- | ----------------------- |
| ۱۲    | انگل                    |
| ۶     | خانه مرغ مگس خوار       |
| ۶     | مرد ایستاده در سایه     |
| ۴     | خروج                    |
| ۴     | کیم جی یونگ: متولد ۱۹۸۲ |
| ۳     | چان شیل خوش شانس        |
| ۳     | زمستان مهتابی           |
| ۲     | کودک دیگر               |
| ۲     | تولد                    |
| ۲     | زمانی برای شکار         |
| ۲     | روی موج عشق تنظیمش کن   |

### تلویزیون
| جایزه بزرگ | |
| - وقتی کاملیا شکوفا می‌شود (دراما)(کی‌بی‌اس) - آقای تروت (برنامه سرگرمی) (تی‌وی چوسان) - کیم هی ئه (بازیگر زن) – دنیای متأهلی | |
| بهترین درام | بهترین کارگردان |
| - لیگ جذاب (اس‌بی‌اس) - وقتی کاملیا شکوفا می‌شود (کی‌بی‌اس) - سقوط بر روی تو (تی‌وی‌ان) - پادشاهی (نتفلیکس) - کفتار (اس‌بی‌اس) | - مو وان ایل – دنیای متأهلی - کیم سانگ یون – کلاس ایته‌وون - لی جونگ هیو – سقوط بر روی تو - چا یونگ هون – وقتی کاملیا شکوفا می‌شود - جونگ دونگ یون – لیگ جذاب |
| بهترین برنامه سرگرمی | بهترین برنامه آموزشی |
| - آقای تروت (تی‌وی چوسان) - خانه من کجاست؟ (ام‌بی‌سی) - چگونه بازی می‌کنید؟ (ام‌بی‌سی) - قرار ملاقات خوشمزه (اس‌بی‌اس) - آشپزخانه کانگ (تی‌وی‌ان) | - تی‌وی پنگ غول پیکر (ای‌بی‌اس) - مستند بینش - پروژه بایگانی کره مدرن (کی‌بی‌اس) - ورق برگردان (تی‌وی‌ان) - پی‌دی یادداشت - گزارشگران دادستانی (ام‌بی‌سی) - اس‌بی‌اس ویژه - یو هان سسی دول هیون (اس‌بی‌اس)                                                                                  |
| بهترین بازیگر نقش اول مرد | بهترین بازیگر نقش اول زن |
| - کانگ هانول – وقتی کاملیا شکوفا می‌شود در نقش هوانگ یونگ شیک - نام گونگ مین – لیگ جذاب در نقش بک سانگ سو - پارک سئو جون – کلاس ایته‌وون در نقش پارک سائه روی - جو جی هون – کفتار در نقش یون هی جه - هیون بین – سقوط بر روی تو در نقش ری جونگ هیوک                     | - کیم هی ئه – دنیای متأهلی در نقش جی سان وو - کیم هه سو – کفتار در نقش جونگ گیوم جا / جونگ یئون یونگ - گونگ هیو جین – وقتی کاملیا شکوفا می‌شود در نقش اوه دونگ بک - سون یه جین – سقوط بر روی تو در نقش یون سه ری - آیو – هتل دل لونا در نقش جانگ مان وول                       |
| بهترین بازیگر نقش فرعی مرد | بهترین بازیگر نقش فرعی زن |
| - اوه جونگ سه – وقتی کاملیا شکوفا می‌شود در نقش نو گیو ته - کیم یونگ مین – دنیای متأهلی در نقش سون جه هیوک - یانگ کیونگ هو – سقوط بر روی تو در نقش پیو چی سو - یو جائه میونگ – کلاس ایته‌وون در نقش جانگ دائه هی - جون سوک هو – کفتار در نقش گا کی هیوک                | - کیم سان یونگ – سقوط بر روی تو در نقش نا وول سوک - کوآن نارا – کلاس ایته‌وون در نقش اوه سو آه - سئو جی‌های – سقوط بر روی تو در نقش سئو دان - سون دام بی – وقتی کاملیا شکوفا می‌شود در نقش چوی هیانگ می / چوی گو ایون - یوم هه ران – وقتی کاملیا شکوفا می‌شود در نقش هونگ جا یونگ |
| بهترین بازیگر تازه‌کار مرد | بهترین بازیگر تازه‌کار زن |
| - آن هیو سوپ – دکتر رومانتیک ۲ در نقش سئو وو جین - کیم کانگ هون – وقتی کاملیا شکوفا می‌شود در نقش کانگ پیل گو - آن بو هیون – کلاس ایته‌وون در نقش جانگ گئون وون - اونگ سونگ وو – لحظه‌ای در هجده سالگی در نقش چوی جون وو - لی جائه ووک – تو فوق‌العاده‌ای در نقش بک کیونگ | - کیم دا می – کلاس ایته‌وون در نقش جو یی سو - جئون می دو – پلی‌لیست بیمارستان در نقش چه سونگ هوا - جون یو بین – ملودرام باش در نقش لی یون جونگ - جانگ زیسو – نفرین شده در نقش بک سو جین - هان سو هی – دنیای متأهلی در نقش یو دا کیونگ                                           |
| بهترین مجری ورتی مرد | بهترین مجری ورتی زن |
| - یو جه سوک – چگونه بازی می‌کنید؟ - کیم سانگ جو – آقای تروت - کیم هی چول – نویینگ برادرز - مون سه یون – ۲ روز و ۱ شب فصل۴ - جانگ سونگ کیو – اتاق فیلم | - پارک نا رائه – تنها زندگی می‌کنم - کیم مین کیونگ – بچه‌های خوش طعم - آن یونگ می – رادیو استار - جانگ دو یئون – غذا برکت شما - هونگ هیون هی – سلیقه همسر |
| بهترین فیلمنامه | جایزه فنی |
| - لیم سانگ چون – وقتی کاملیا شکوفا می‌شود - کیم رو ری – کفتار - پارک جیون – سقوط بر روی تو - لی شین هوا – لیگ جذاب - لی وو جونگ – پلی‌لیست بیمارستان | - جانگ یون ووک (هنر) – فرار بزرگ فصل سوم - کیم نام شیک، ریو گان هی (وی‌اف‌ایکس) – پادشاهی - کیم جیسو (هنر) – فروشگاه پگاسوس - پارک سونگ ایل (موسیقی) – کلاس ایته‌وون - پارک سی یون (فیلمبرداری) – مسابقه تو در بلوک                                                              |

#### برنامه‌هایی با چندین برد
برنامه‌های تلویزیونی زیر چندین برد کسب کردند:
| برنده | برنامه‌های تلویزیونی     |
| ----- | ----------------------- |
| ۴     | وقتی کاملیا شکوفا می‌شود |
| ۲     | دنیای متأهلی            |

#### برنامه‌هایی با چندین نامزدی
برنامه‌های تلویزیونی زیر چندین بار نامزد دریافت جایزه شدند:
| نامزد | برنامه‌های تلویزیونی     |
| ----- | ----------------------- |
| ۱۰    | وقتی کاملیا شکوفا می‌شود |
| ۸     | سقوط بر روی تو          |
| ۷     | کلاس ایته‌وون            |
| ۵     | کفتار                   |
| ۴     | لیگ جذاب                |
| ۴     | دنیای متأهلی            |
| ۲     | پلی‌لیست بیمارستان       |
| ۲     | چگونه بازی می‌کنید؟      |
| ۲     | پادشاهی ۲               |
| ۲     | آقای تروت               |

### تئاتر
| اجرای بکسانگ | بهترین اجرای کوتاه |
| - شین یو چونگ (کارگردان) – عشق سوخته - به یو سوپ (کارگردان) – فوگای انسانی - گونگ جون (بازیگر) – فوگای انسانی - پارک هه سونگ (کارگردان) – اسپوتنیک - سان میونگ گیون (کارگردان) – اسپوتنیک | - پروژه اوست (گروه) - قانون ضد تبعیض علیه و راه حل‌هایی برای عشق و دوستی - سونگ یی وون (کارگردان) – بدن و زمین فقط یکی هستند - کانگ هون گو (کارگردان) - واقعاً، واقعاً آخرین سرباز ژاپنی - یون هه سوک (کارگردان) – با هم به این شهر رسیدیم - جیمی سر (موسیقی) – عشق سوخته |
| بهترین بازیگر مرد | بهترین بازیگر زن |
| - بک سوک گوانگ - همسر - کیم وون یانگ - قانون ضد تبعیض علیه و راه حل‌هایی برای عشق و دوستی - لیم یانگ جون - به تو                                                                           | - کیم جونگ - روتردام - کیم شین روک – نوکچون دارای فیلدهای Sh*t - لی ری - بزرگراه ملی ۷ - لی جو یونگ – عشق سوخته - لی جی هیون - این آخریشه |

### جوایز ویژه
| جوایز                      | گیرنده     |
| -------------------------- | ---------- |
| جایزه محبوبیت تیک‌توک (مرد) | هیون بین   |
| جایزه محبوبیت تیک‌توک (زن)  | سون یه جین |
| جایزه آیکون بازار          | سئو جی‌های  |

## مجریان
| نام                                                         | نقش    | انجام                                                           |
| ----------------------------------------------------------- | ------ | --------------------------------------------------------------- |
| کیم کانگ هون، جونگ هیون جون، کیم گیو ری، چوی یوری و کیم جون | مجریان | "چیزهایی که ما برای آنها اعطا کردیم" (چیزهای بدیهی) توسط لی جوک |